# Nabula
Nabula war eine aramäische Stadt in der Nähe des Berges Kašiari. Sie wird unter anderem auf dem zerbrochenen Obelisken als Ziel assyrischer Feldzüge erwähnt. In der Nähe lag vermutlich die Stadt Pauṣa, die im selben Satz erwähnt wird. Auch Adad-nārārī I. rühmt sich eines Sieges über Nabula.

## Lokalisierung
Emil Forrer identifiziert Nabula mit dem modernen Nibl an der Quelle des Flusses Hirmas. Nibl liegt ca. 25 km nordöstlich von Nusaybin.